# Albertina Bertha
Albertina Bertha de Lafayette Stockler (Rio de Janeiro, 7 de outubro de 1880 - 20 de junho de 1953) foi uma escritora brasileira.

## Biografia
Era filha do Conselheiro Lafayette Rodrigues Pereira e de D. Francisca de Freitas Coutinho Lafayette. Educada em casa por uma preceptora alemã, aprendeu línguas, Estética e Filosofia. Casou-se com o republicano Alexandre Stockler Pinto de Menezes. 
Foi colaboradora de jornais como O Jornal, Jornal do Comércio, O País, O Malho e A Noite, e da revista literária feminina Panóplia. Integrou a Academia de Letras de Manaus. 
Nos seus escritos para a imprensa, destaca-se a sua visão feminista. Defendeu o voto feminino e a criação de uma Academia Feminina de Letras, além de criticar a hegemonia masculina nos meios literários. Escreveu sobre religião, política, filosofia, psicologia e história.
Exaltação, romance de estreia, é bastante ousado pelo teor erótico e pela protagonista Ladice que reconhece a hipocrisia da sociedade e sente-se em desacordo com os preceitos desta e quer ser livre, agir de maneira fiel às suas vontades, superando o amor romântico.
| “ | Porém a transgressão da protagonista é relativa, pois em muitos momentos ela acaba cedendo à norma dominante. Mas, o que mais se destaca em Ladice é o seu discurso de inconformidade, avesso ao que se espera de uma mulher na sociedade e na época em que vive. Ela quer uma sociedade menos preconceituosa, menos hipócrita, ela quer abolir os costumes arraigados na ignorância, quer uma sociedade em que a inteligência da mulher possa ser reconhecida, dando, assim, a oportunidade de ela interagir ao nível dos homens. | ” |

## Obras

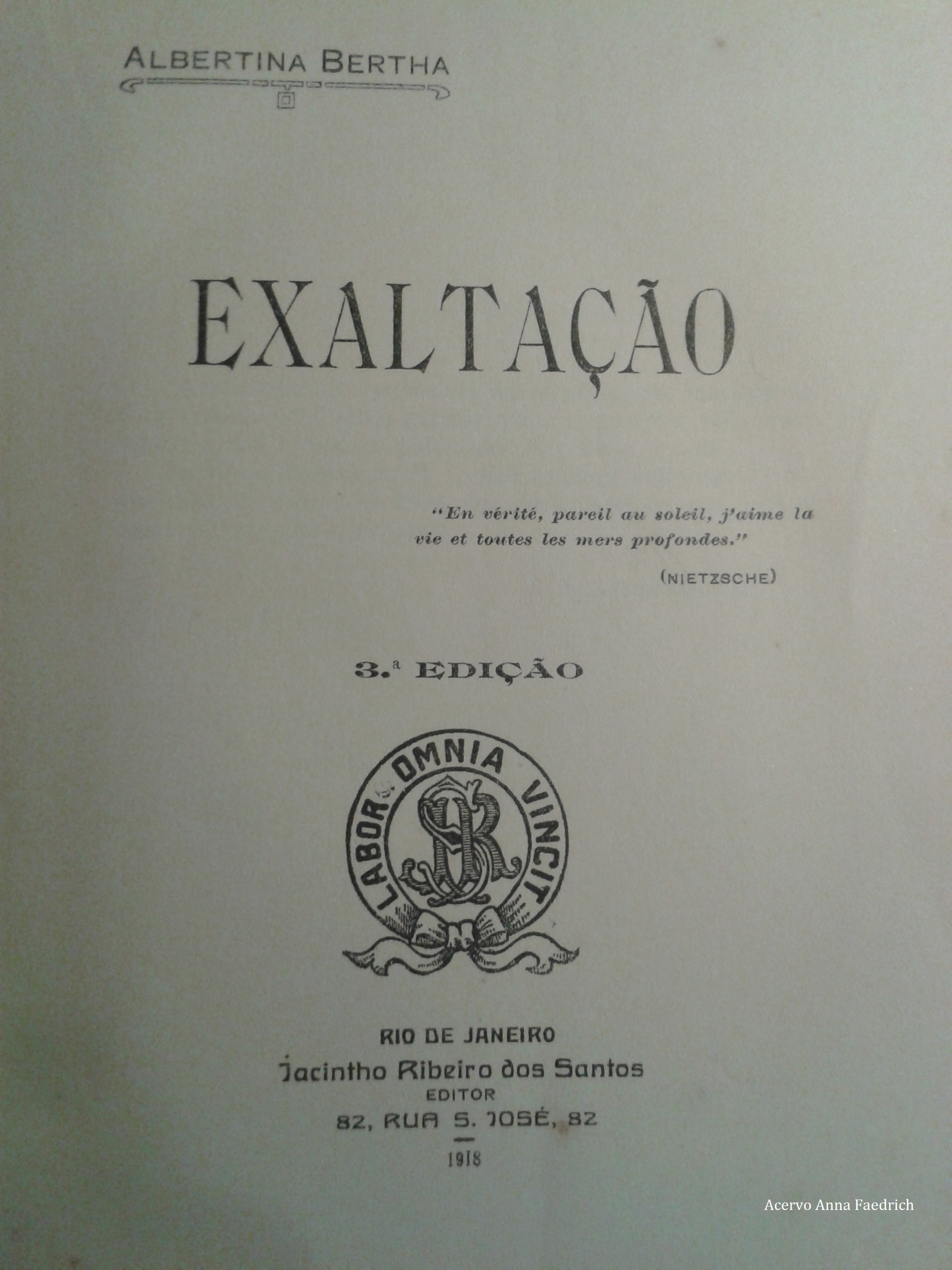
Exaltação, de Albertina Bertha, 3ª edição.

A obra literária de Albertina Bertha apresenta traços formais românticos, como o uso excessivo de adjetivos e de descrições. Também é herdeira do amor romântico, no sentido da idealização, porém superando-o, pois a obra apresenta teor erótico altamente ousado para época (a concretização do amor e a realização sexual) e foi condenada pela Liga das Senhoras Católicas e proibida de leitura nas famílias mais conservadoras. No plano formal, podemos observar alguns traços modernos, como as técnicas de transparência interior das personagens, ou seja, de introspecção. Albertina faz uso do monólogo interior, fluxo de consciência, utiliza a escrita epistolar e diarística como estratégia literária dentro do romance (texto de Anna Faedrich).
- Exaltação (romance, 1916 - publicado inicialmente como folheto no Jornal do Comércio)
- Estudos 1ª série (ensaio, 1920)
- Voleta (romance, 1926)
- E Ela Brincou com a Vida (romance, 1938)
- Estudos 2ª série (ensaio, 1948)